# Alejandro Aravena
Alejandro Gastón Aravena Mori (Santiago de Xile, 22 de juny de 1967) és un arquitecte xilè graduat per la Universitat Catòlica de Xile el 1992. Entre 2009 i 2015 va ser membre del jurat del Premi Pritzker i fou nomenat International Fellow of the Royal Institute of British Architects. L'any 2016 Aravena fou premiat amb el Premi Pritzker, reconegut com el Nobel de la seva especialitat.

## Obra
La seva obra professional inclou centres d'ensenyament, edificis institucionals, d'empreses i públics, museus, cases i habitatges. Els seus llibres inclouen Els Fets de l'Arquitectura, El Lloc de l'Arquitectura i Material d'Arquitectura. Entre les publicacions relacionades amb la seva obra, hi ha el progettare i costruire publicada per Electa; la quarta edició d'Història Critica de l'Arquitectura Moderna de Kenneth Frampton; 60 Innovators Shaping Our Creative Future de Thames & Hudson; així com llibres de Phaidon i Taschen. També hi ha publicacions en revistes sobre arquitectura de més de trenta països. S'han presentat exhibicions sobre la seva obra a Harvard GSD (2004), la Biennal de Sant Pablo (2007), la Biennal d'Arquitectura de Venècia i la Trienal de Milà (2008), entre d'altres. Des de 2006 és Director Executiu d'ELEMENTAL S.A., una empresa que realitza projectes socials d'infraestructura, transport, espai públic i habitatge, en cooperació amb la Universitat Catòlica de Xile i Copec.

## Premis
Entre els premis que ha rebut destaquen la Medalla d'Arquitectura Erich Schelling de 2006 (Alemanya), el Lleó de Plata de 2008 a la Venice Architecture Biennale, el Premi Avonni a la Innovació de 2009 i el Premi Marcus d'Arquitectura.
L'any 2016 fou guardonat amb el Premi Pritzker, el guardó d'arquitectura amb màxim reconeixement internacional. Tom Pritzker, el director executiu i president de la Fundació Hyatt que patrocina el premi va dir que l'arquitectura d'Aravena «dona oportunitats econòmiques als menys privilegiats, mitiga els efectes dels desastres naturals, redueix el consum d'energia i brinda un espai públic acollidor», va qualificar a Aravena com a «Innovador i inspirador» assenyalant que «mostra com l'arquitectura d'òptima qualitat pot millorar la vida de les persones».